# Distrito de Gelnica
El distrito de Gelnica (en eslovaco Okres Gelnica) es una unidad administrativa (okres) de Eslovaquia Oriental, situado en la región de Košice, con 30 841 habitantes (en 2001) y una superficie de 584 km². Su capital es la ciudad de Gelnica.

## Demografía
| Año        | 1994   | 2004    | 2014    | 2024    |
| ---------- | ------ | ------- | ------- | ------- |
| Población  | 30 034 | 31 006  | 31 504  | 31 787  |
| Diferencia |        | +3,23 % | +1,60 % | +0,89 % |

| Año        | 2023   | 2024    |
| ---------- | ------ | ------- |
| Población  | 31 736 | 31 787  |
| Diferencia |        | +0,16 % |

## Ciudades (población año 2017)
El distrito está formado por 25 localidades. 
- Gelnica (capital)

## Municipios
- Helcmanovce 1429
- Henclová 102
- Hrišovce 312
- Jaklovce 1878
- Kluknava 1575
- Kojšov 692
- Margecany 1915
- Mníšek nad Hnilcom 1781
- Nálepkovo 3411
- Prakovce 3331
- Richnava 2971
- Smolnícka Huta 482
- Smolník 1027
- Stará Voda 212
- Švedlár 2145
- Úhorná 142
- Veľký Folkmar 907
- Žakarovce 725
- Závadka 623